# Damettan i ishockey 2017/2018
Damettan i ishockey 2017/2018 är Sveriges näst högsta serie i ishockey för damer och består av fyra regionala serier med totalt 24 lag (olika antal lag i varje serie).
De fyra seriesegrarna går vidare till kval till Svenska Damhockeyligan. En förenings andralag och lag sammansatta av två föreningar får inte kvala till SDHL och en förening men lag i SDHL måste ange tio utespelare och en målvakt som inte får delta i Damettan. Hvidovre IK från Danmark får inte heller kvala till SDHL..

## Tabeller

### Damettan Södra
| Nr | Lag              | S  | V  | ÖV | ÖF | F  | GM  | IM  | MS   | P  |
| -- | ---------------- | -- | -- | -- | -- | -- | --- | --- | ---- | -- |
| 1  | IF Troja-Ljungby | 18 | 13 | 3  | 0  | 2  | 73  | 27  | +46  | 45 |
| 2  | Hvidovre IK      | 18 | 14 | 0  | 0  | 4  | 111 | 38  | +73  | 42 |
| 3  | Karlskrona HK    | 18 | 12 | 1  | 1  | 4  | 80  | 35  | +45  | 39 |
| 4  | Linköping HC 2   | 18 | 9  | 0  | 2  | 7  | 49  | 40  | +9   | 29 |
| 5  | Malmö Redhawks   | 18 | 6  | 0  | 0  | 12 | 59  | 63  | −4   | 18 |
| 6  | Trollhättans HC  | 18 | 5  | 0  | 1  | 12 | 41  | 68  | −27  | 16 |
| 7  | Göteborg HC 1    | 18 | 0  | 0  | 0  | 18 | 8   | 150 | −142 | 0  |

Tabelldata är hämtade från Svenska Ishockeyförbundet.

### Damettan Västra
| Nr | Lag                 | S  | V  | ÖV | ÖF | F  | GM  | IM  | MS   | P  |
| -- | ------------------- | -- | -- | -- | -- | -- | --- | --- | ---- | -- |
| 1  | Färjestad BK        | 16 | 16 | 0  | 0  | 0  | 141 | 6   | +135 | 48 |
| 2  | Sandvikens IK       | 16 | 12 | 0  | 0  | 4  | 82  | 31  | +51  | 36 |
| 3  | Leksands IF 2       | 16 | 5  | 0  | 1  | 10 | 35  | 63  | −28  | 16 |
| 4  | VIK Västerås HK Ung | 16 | 4  | 1  | 1  | 10 | 26  | 77  | −51  | 15 |
| 5  | Vansbro AIK IK      | 16 | 1  | 1  | 0  | 14 | 15  | 122 | −107 | 5  |

Tabelldata är hämtade från Svenska Ishockeyförbundet.

### Damettan Östra
| Nr | Lag                | S  | V  | ÖV | ÖF | F  | GM  | IM  | MS   | P  |
| -- | ------------------ | -- | -- | -- | -- | -- | --- | --- | ---- | -- |
| 1  | Hammarby IF        | 28 | 26 | 1  | 0  | 1  | 162 | 26  | +136 | 80 |
| 2  | AIK                | 28 | 19 | 2  | 2  | 5  | 137 | 43  | +94  | 63 |
| 3  | Södertälje SK      | 28 | 13 | 2  | 5  | 8  | 89  | 82  | +7   | 48 |
| 4  | Huddinge IK        | 28 | 11 | 2  | 1  | 14 | 61  | 88  | −27  | 38 |
| 5  | Kallhälls IF       | 28 | 8  | 5  | 2  | 13 | 73  | 76  | −3   | 36 |
| 6  | SDE HF             | 28 | 11 | 1  | 0  | 16 | 61  | 86  | −25  | 35 |
| 7  | Haninge Anchors HC | 28 | 9  | 1  | 3  | 15 | 88  | 119 | −31  | 32 |
| 8  | Almtuna IS         | 28 | 1  | 0  | 1  | 26 | 36  | 187 | −151 | 4  |

Tabelldata är hämtade från Svenska Ishockeyförbundet.

### Damettan Norra
| Nr | Lag            | S  | V  | ÖV | ÖF | F  | GM | IM | MS  | P  |
| -- | -------------- | -- | -- | -- | -- | -- | -- | -- | --- | -- |
| 1  | Skellefteå AIK | 18 | 11 | 1  | 0  | 6  | 57 | 35 | +22 | 35 |
| 2  | IF Björklöven  | 18 | 9  | 3  | 1  | 5  | 62 | 31 | +31 | 34 |
| 3  | Modo Hockey    | 18 | 8  | 1  | 4  | 5  | 46 | 48 | −2  | 30 |
| 4  | Luleå HF       | 18 | 2  | 1  | 1  | 14 | 42 | 93 | −51 | 9  |

Tabelldata är hämtade från Svenska Ishockeyförbundet.